# 天宝西路
天寶西路是中華人民共和國上海市虹口區一條東西走向的水泥道路，道路西起曲陽路，東至密雲路，道路全長500米，寬13至16米，車行道寬8米。道路始建於1982年，因為道路位於天寶路以西，所以得名天寶西路。

## 外部連結
1. ↑   书名: 《中华人民共和国地名大词典 第1卷》作者: 崔乃夫主编 当前第:1311页